# Fronton (Haute-Garonne)
Fronton is een gemeente in het Franse departement Haute-Garonne (regio Occitanie). De oppervlakte bedraagt 45,79 km², de bevolkingsdichtheid is 86 inwoners per km². Fronton telde op 1 januari 2022 6.664 inwoners.

## Geografie
De oppervlakte van Fronton bedroeg op 1 januari 2022 45,79 vierkante kilometer; de bevolkingsdichtheid was toen 145,5 inwoners per km².

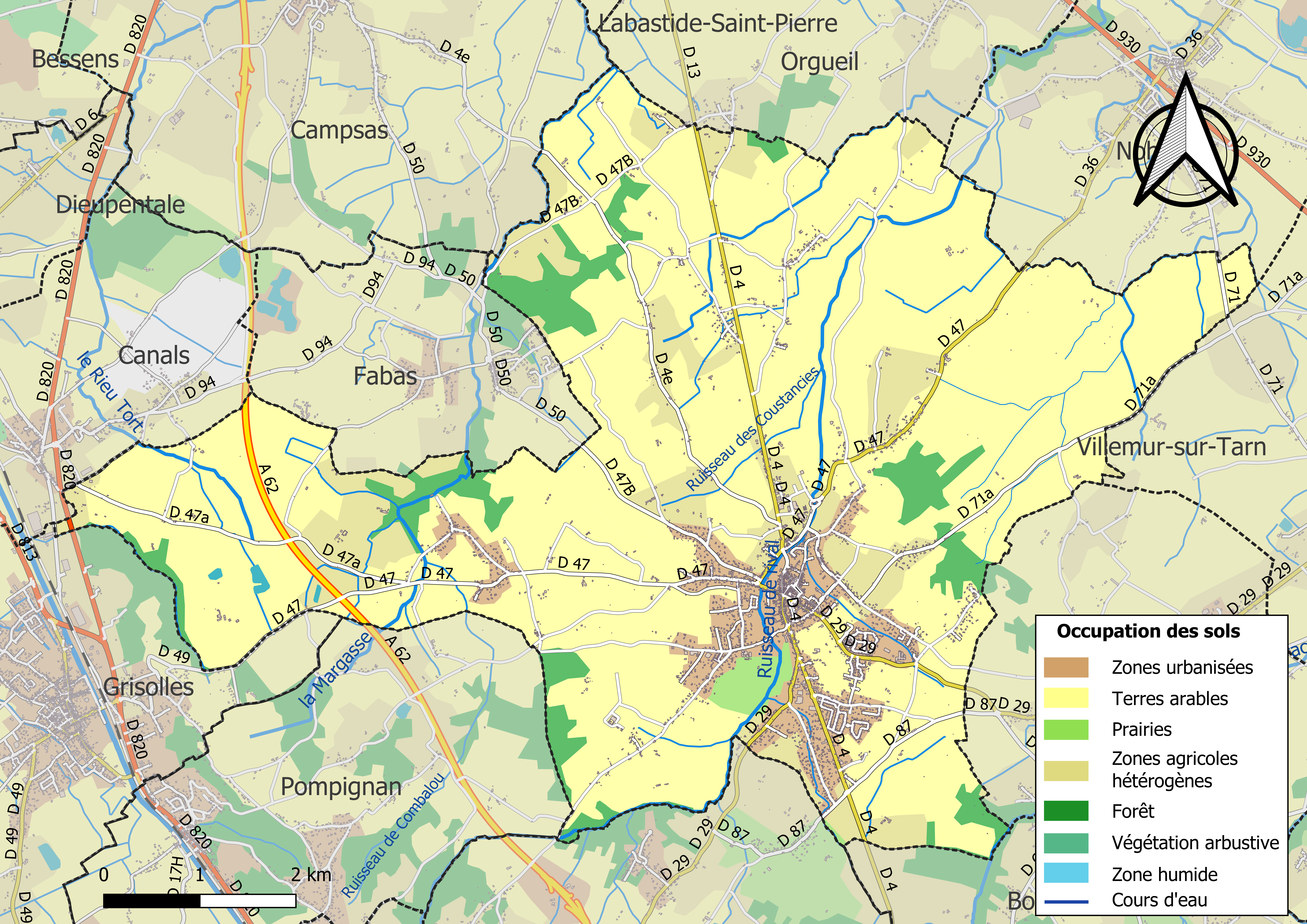
Kaart van de gemeente met belangrijkste infrastructuur, bodemgebruik en omliggende gemeenten

## Demografie
Onderstaande figuur toont het verloop van het inwonertal (bron: INSEE-tellingen).